# Grezzo
Grezzo (株式会社グレッゾ Kabushiki-Gaisha Gurezzo?) är ett japanskt spelutvecklingsföretag som grundades i december 2006.

## Spel
Företaget har medverkat i utvecklingen av följande spel.
| Spel                                                 | Utgivare          | System          | Datum             |
| ---------------------------------------------------- | ----------------- | --------------- | ----------------- |
| Line Attack Heroes                                   | Nintendo          | WiiWare         | 27 juli 2010      |
| The Legend of Zelda: Ocarina of Time 3D              | Nintendo          | Nintendo 3DS    | 16 juni 2011      |
| The Legend of Zelda: Four Swords Anniversary Edition | Nintendo          | DSiWare         | 28 september 2011 |
| Flower Town                                          | Nintendo          | Nintendo 3DS    | 18 juni 2013      |
| THE LEGEND of LEGACY                                 | FURYU Corporation | Nintendo 3DS    | 22 januari 2015   |
| The Legend of Zelda: Majora's Mask 3D                | Nintendo          | Nintendo 3DS    | 13 februari 2015  |
| The Legend of Zelda: Tri Force Heroes                | Nintendo          | Nintendo 3DS    | 22 oktober 2015   |
| The Legend of Zelda: Link's Awakening                | Nintendo          | Nintendo Switch | 20 september 2019 |